# وزارة حسين رشدي باشا الثالثة
وزارة حسين رشدي باشا الثالثة هي الوزارة الثالثة والعشرون في مصر، صدر الأمر السلطاني بتشكيلها في 10 أكتوبر 1917. قدمت الحكومة استقالتها في 1 مارس 1919.

## أعضاء الحكومة
| الوزارة               | الوزير                                                   | تعديل 19 ديسمبر 1917 |
| --------------------- | -------------------------------------------------------- | -------------------- |
| رئيس مجلس الوزراء     | حسين رشدي باشا                                           |                      |
| وزير الداخلية         | حسين رشدي باشا (إلى جانب منصبه رئيسًا لمجلس الوزراء)      |                      |
| وزير الحقانية         | عبد الخالق ثروت باشا                                     |                      |
| وزير المالية          | يوسف وهبة باشا                                           |                      |
| وزير المعارف العمومية | عدلي يكن باشا                                            |                      |
| وزير الأشغال العمومية | إسماعيل سري باشا                                         |                      |
| وزير الحربية والبحرية | إسماعيل سري باشا (إلى جانب منصبه وزيرًا للأشغال العمومية) |                      |
| وزير الأوقاف          | إبراهيم فتحي باشا                                        | أحمد زيور باشا       |
| وزير الزراعة          | أحمد حلمي باشا                                           |                      |

## تعديلات
- في 19 ديسمبر 1917 أسندت وزارة الأوقاف إلى أحمد زيور باشا.[9]

## وصلات داخلية
- قائمة رؤساء مجلس وزراء مصر